# Winnica (gmina)
Pour les articles homonymes, voir Winnica.
Winnica est une gmina rurale (gmina wiejska) de la powiat de Pułtusk, dans la Voïvodie de Mazovie, dans le centre-est de la Pologne.
Son siège administratif (chef-lieu) est le village de Winnica, qui se situe environ 11 kilomètres au sud-ouest de Pułtusk (siège de la powiat) et 46 kilomètres au nord de Varsovie (capitale de la Pologne).
La gmina couvre une superficie de 115,09 km2 pour une population de 4 116 habitants en 2006.

## Histoire
De 1975 à 1998, la gmina est attachée administrativement à la voïvodie de Ciechanów.

Depuis 1999, elle fait partie de la voïvodie de Mazovie.

## Géographie
La gmina inclut les villages et localités de :

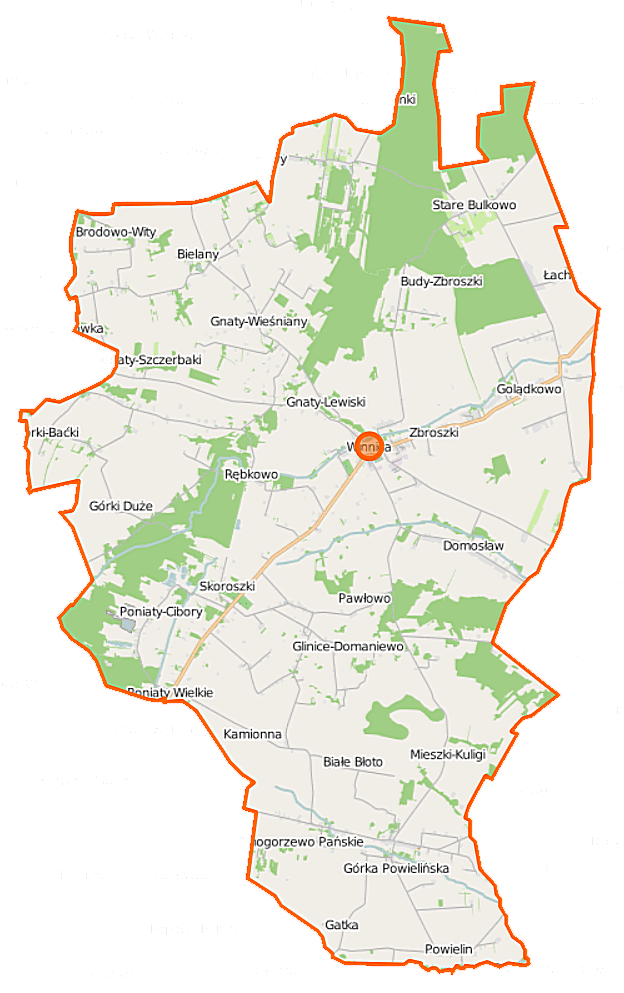
Plan de la gmina

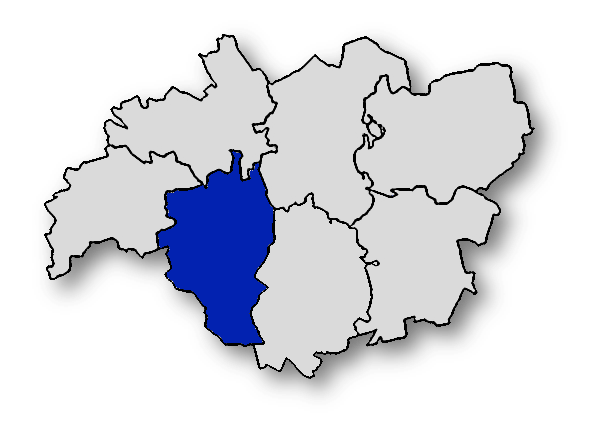
Localisation de la gmina dans la powiat

- Białe Błoto
- Bielany
- Błędostowo
- Brodowo-Bąboły
- Brodowo-Wity
- Budy-Zbroszki
- Domosław
- Gatka
- Glinice Wielkie
- Glinice-Domaniewo
- Gnaty-Lewiski
- Gnaty-Szczerbaki
- Gnaty-Wieśniany
- Golądkowo
- Górka Powielińska
- Górki Duże
- Górki-Baćki
- Górki-Witowice
- Kamionna
- Łachoń
- Mieszki-Kuligi
- Mieszki-Leśniki
- Nowe Bulkowo
- Pawłowo
- Poniaty Wielkie
- Poniaty-Cibory
- Powielin
- Rębkowo
- Skarżyce
- Skorosze
- Skoroszki
- Skórznice
- Smogorzewo Pańskie
- Smogorzewo Włościańskie
- Stare Bulkowo
- Winnica
- Winniczka
- Zbroszki

### Gminy voisines
La gmina de Winnica est voisine des gminy suivantes :
- Gzy
- Nasielsk
- Pokrzywnica
- Pułtusk
- Serock
- Świercze

## Structure du terrain
D'après les données de 2002, la superficie de la commune de Winnica est de 115,09 km2, répartis comme telle :
- Terres agricoles: 79%
- Forêts: 15%

La commune représente 13,89% de la superficie du powiat.

## Démographie
Données du 30 juin 2004 :
| Description        | Total  | Total | Femmes | Femmes | Hommes | Hommes |
| ------------------ | ------ | ----- | ------ | ------ | ------ | ------ |
| Unité              | Nombre | %     | Nombre | %      | Nombre | %      |
| Population         | 4 124  | 100   | 2 050  | 49,7   | 2 074  | 50,3   |
| Densité (hab./km²) | 35,8   | 35,8  | 17,8   | 17,8   | 18     | 18     |